# Dora Kalaus
Dora Kalaus (Koprivnica, 24. lipnja 1996.), hrvatska rukometašica i članica Lokomotive iz Zagreba. Igra na mjestu desnog vanjskog.

## Karijera
Dora je karijeru započela u rodnom gradu Križevcima igrajući za RK Mlinar (sadašnji RK Radnik Križevci) te nakon upisa u srednju školu nastupa i igra u Koki i Podravki. Nakon upisa na studij Dora seli u Zagreb te postaje igračica RK Lokomotive S Lokomotivom u sezoni 2016./17. osvaja EHF Challenge Cup. Nastupala je za Hrvatsku na Europskom prvenstvu 2020. godine. Ima sestru blizanku Larissu koja je također rukometašica.